# Loránd Imre
Loránd Imre, Lichtman (Budapest, 1910. június 24. – Budapest, 1976. február 10.) újságíró, szerkesztő, könyvtáros.

## Élete
Lichtman Győző (1873–1928) fegyvergyári főtisztviselő és Gellmann Ella (1885–?) gyermekeként született zsidó családban. 1928-ban érettségizett és apja munkahelyén, a fegyvergyárban kezdett dolgozni. Az 1930-as évektől Az Újság című lap szerkesztőségében dolgozott. Eleinte szerkesztőségi titkár volt, majd újságíró 1938-ig. Az első zsidótörvény után alkalmi munkákból élt, s részt vett a szociáldemokrata mozgalomban a párt tagjaként. 1942-től munkaszolgálatos volt Erdélyben, majd Vácott. 1946-tól az Igazság című egri szociáldemokrata lap főszerkesztője, 1948 októberétől 1950 októberéig a Veszprém megyei Népújság felelős szerkesztője volt. 1951-ben szociáldemokrata múltja miatt kizárták a Magyar Dolgozók Pártjából. 1951–1952-ben a veszprémi Városi Nyilvános Könyvtár vezetője volt, majd bérelszámolóként dolgozott a Veszprémkömyéki Kiskereskedelmi Vállalatnál. 1956. október 26-án vezetésével alakult meg a Veszprém megyei Forradalmi Tanács, amelynek október 31-ig állt az élén. Lemondásában közrejátszott a növekvő antiszemitizmus. 1957-ben letartóztatták és a Legfelsőbb Bíróság Katonai Kollégiuma szervezkedés vezetése címen hat évi börtönbüntetésre ítélte. 1957 szeptemberétől tüdőbetegsége miatt rabkórházban volt. 1960-ban amnesztiával szabadult és Budapesten telepedett le feleségével. 1962-től 1972-es nyugdíjazásáig bolti eladóként dolgozott az Állami Könyvterjesztő Vállalatnál. Élete utolsó évtizedeiben a Világosság, a Jelenkor és a Könyvbarát című lapok külső munkatársa volt. Tanulmányai megjelentek a Világosság, Valóság, Jelenkor, Tiszatáj, Helikon, Kritika című lapokban.
Házastársa dr. Halász Pál orvos és Steiner Mária lánya, Halász Éva matematika-fizikai szakos tanárnő volt, akit 1946. július 14-én Egerben vett nőül.